# 於倫
於倫（？—？），號太常，湖廣黄州府黄冈县人，明朝政治人物。

## 生平
万历二十八年（1600年）庚子科湖廣乡试舉人，二十九年（1601年）辛丑科進士，禮部觀政，初授萬安縣知縣，三十五年升南户部主事，三十八年升员外郎，本年升郎中，四十一年养病。四十三年補南吏部文选司郎中，歴任考功司，四十五年十月升光禄寺丞添注，四十六年十一月升本寺少卿。天启元年，升太僕寺少卿，二年改通政司右通政，三年为给事中徐宪卿參劾，被调到南京任职，尋以考察，以浮躁浅露去職。魏忠贤败，以原官起，不赴，卒祀乡贤。

## 家族
曾祖於伯貴。祖父於鰲。父於廷試，廪生。
子於斯行，字尔翼，举人。妻朱氏，随夫任萬安縣，闻母死，废饮食，哭泣五日而卒。时以孝稱，其地祠祀之，事闻旌表。